# Brauerei Schwechat

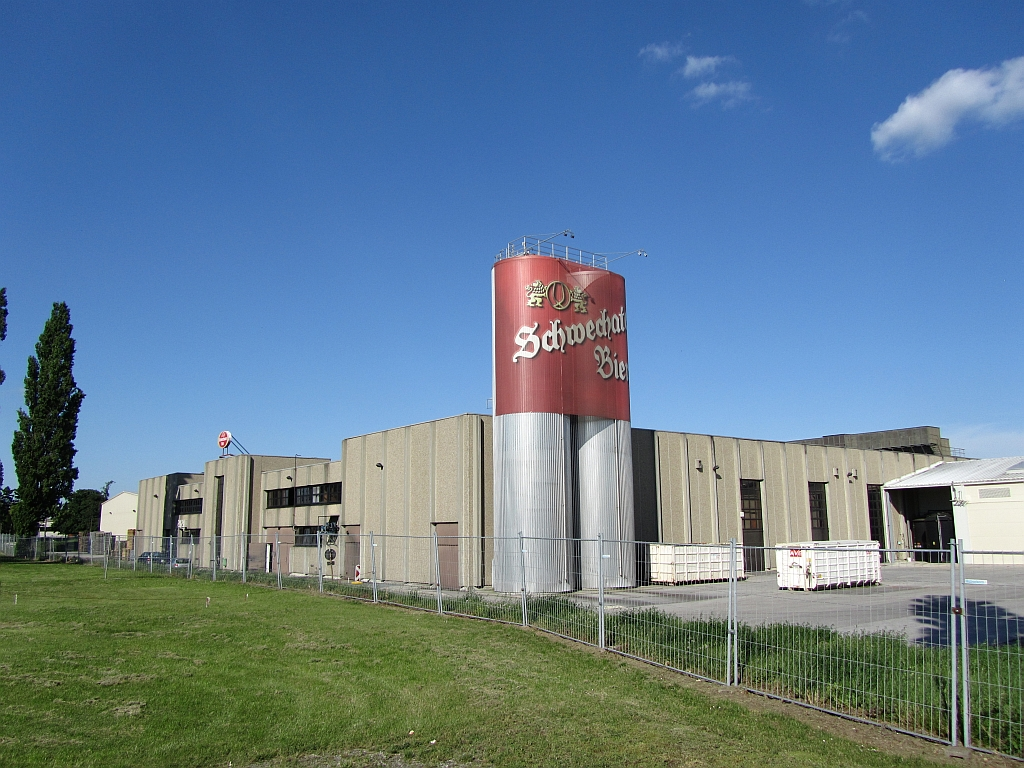
Brauerei Schwechat

Brauerei Schwechat är ett bryggeri i Schwechat i Österrike, som 1978 köptes av Brau Union och sedan 2003 ingår i Heinekenkoncernen.